# Urs Bühler
Urs Toni Bühler Matienzo (Willisau-Cantó de Lucerna, Suïssa, 19 de juliol de 1971), conegut com a Urs Bühler, és un cantant líric tenor i compositor suís, forma part del quartet vocal, de crossover, Il Divo.

## Trajectòria Musical
Va iniciar la seva trajectòria musical sent un ídol del rock passant a ser a un ídol, o divo, d'òpera.
Quan era un adolescent, amb 17 anys, a Suïssa, va cantar amb una banda de heavy metal anomenada The Conspiracy a Lucerna, que va llançar un àlbum l'any 1991 titulat "One to One". No obstant això, mentre estudiava per ser professor de música, Urs va tenir una revelació i gairebé momentàniament, va començar a escoltar música clàssica.
A Lucerna, es va graduar en educació musical i estudis de la Veu a l'Escola de l'Acadèmia de la Música i de l'Església a Suïssa. Després d'un temps es va mudar a Amsterdam, on va obtenir un màster en Música Clàssica en el Conservatori d'Amsterdam sota la tutela del baríton alemany Udo Reinemann mentre alternava els seus estudis de forma privada amb el tenor suís Gösta Winbergh i el tenor francès Christian Papis. 
Després de la seva formació, es guanyava la vida com a cantant independent per Holanda, Bèlgica, Alemanya i França, fent oratori i òpera i amb actuacions en el cor de l'Òpera d'Amsterdam. Va viure 8 anys als Països Baixos fins que va ser reclutat per Simon Cowell per cantar en Il Divo. Parla cinc idiomes: anglès, francès, alemany, alemany de Suïssa, neerlandès i està estudiant el castellà.

## Biografia

### Hobbysi destreses
Entre la seva música favorita es troba Ozzy Osbourne i Black Sabbath, Iron Maiden, Judas Priest, Nightwish, Van Halin, Dokken, la música dels 80 i els 90, la música clàssica del qual el seu favorit és Mozart i Caruso en òpera. També és un apassionat del hard rock i el heavy metal.
Confessà que els seus hobbys són les motos així com reparar-ne i muntar a cavall. Col·lecciona guitarres i motocicletes Harley-Davidsons i Goldwingss.

### Vida privada
L'any 2003, Urs va tenir una relació de diversos anys amb la violinista internacional Valerie Brusselle fins a l'any 2008, any que coneix Tania Roodney, amb la que va arribar a comprometre's però van acabar la relació l'any 2010, abans de contreure matrimoni. Tania era la maquilladora de Il Divo.
El 6 de gener de 2009 Urs va ser pare d'una nena, de la seva relació amb Tanya Roodney, anomenada Wilhelmina Bühler-Roodney. L'any 2012 va iniciar una relació a distància amb Kelly Phelan, gimnasta professional i actriu, que actuava en el circ Li Rêve de Las Vegas.

## Discografia

### Amb The Conspiracy
Àlbums
1. 1991 - One to One